# (100612) 1997 SL25
(100612) 1997 SL25 es un asteroide perteneciente al cinturón de asteroides, descubierto el 29 de septiembre de 1997 por Yoshisada Shimizu y el también astrónomo Takeshi Urata desde el Observatorio de Nachikatsuura, Wakayama, Japón.

## Designación y nombre
Designado provisionalmente como 1997 SL25.

## Características orbitales
1997 SL25 está situado a una distancia media del Sol de 2,698 ua, pudiendo alejarse hasta 3,244 ua y acercarse hasta 2,151 ua. Su excentricidad es 0,202 y la inclinación orbital 13,39 grados. Emplea 1618,71 días en completar una órbita alrededor del Sol.

## Características físicas
La magnitud absoluta de 1997 SL25 es 15. Tiene 3 km de diámetro y su albedo se estima en 0,242.